# Premi Blanquerna
|  | Per a altres significats, vegeu «Blanquerna (desambiguació)». |

El Premi Blanquerna és un guardó que atorga la Generalitat de Catalunya anualment a través de la Delegació del Govern a Madrid. El guardó es lliura des de l'any 1993 i té l'objectiu de reconèixer la tasca d'aquelles persones o entitats que s'han distingit per la seva contribució, en l'àmbit de la seva activitat, al desenvolupament, la promoció, el coneixement o la projecció de Catalunya. El premi fou creat per l'Acord del Govern de la Generalitat del 8 d'octubre de 1993.
L'acte de lliurament del guardó té lloc en un acte institucional presidit pel president de la Generalitat de Catalunya durant el darrer trimestre de l'any. En els darrers anys, s'ha celebrat al Teatro Real de Madrid.

## Llista de guardonats
| Edició | Data | Guardonat   | Guardonat                                                                           | Motiu | refs        |
| ------ | ---- | ----------- | ----------------------------------------------------------------------------------- | --- | ----------- |
| I      | 1993 |             | Fernando Lázaro Carreter                                                            | Per les seves declaracions del 17 d'octubre de 1992 a San Miguel de la Cogolla, on va pronunciar un discurs a favor de la concòrdia entre les llengües de l'Estat. | [ 2 ]       |
| II     | 1994 |             | Adolfo Suárez                                                                       | Per la seva contribució al coneixement, desenvolupament i projecció de Catalunya. | [ 2 ]       |
| III    | 1995 |             | Federico Mayor Zaragoza                                                             | Pel seu suport per estendre universalment la celebració del 23 d'abril com a jornada dedicada al llibre i a la rosa, com símbol d'afectivitat i civisme. | [ 2 ]       |
| IV     | 1996 |             | Octavio Paz                                                                         | | [ 2 ]       |
| V      | 1997 |             | Joaquín Ruiz-Giménez                                                                | Per la seva defensa de les llibertats humanes i per la seva actitud de comprensió i acostament cap a les comunitats amb història i cultura diferenciades. | [ 2 ]       |
| VI     | 1998 |             | Miguel Herrero y Rodríguez de Miñón                                                 | Per la seva trajectòria en defensa de les llibertats i la seva actitud de comprensió i acostament a les comunitats amb història i cultura diferenciades. | [ 2 ]       |
| VII    | 1999 |             | Residencia de Estudiantes de Madrid                                                 | Per la difusió de la cultura catalana. La Residencia respon a una tradició històrica que perdura en l'actualitat gràcies a la seva programació d'activitats quotidianes i a la seva col·laboració amb algunes de les principals institucions culturals i acadèmiques de Catalunya. | [ 2 ]       |
| VIII   | 2000 |             | José María Martín Patino                                                            | Per ser president de la Fundación Encuentro, una institució que promou el diàleg i la comprensió entre diversos sectors socials. Aquesta plataforma ha estat, durant més de 14 anys, un lloc de diàleg de les personalitats de totes les tendències polítiques. Ha creat espais per a l'intercanvi cultural i la convivència amb Catalunya. | [ 2 ]       |
| IX     | 2001 |             | Javier Tusell                                                                       | Per la seva aportació i la seva actitud de comprensió i apropament cap a les comunitats amb una personalitat diferenciada, tot considerant la referència explícita a la Comunitat Autònoma de Catalunya, nacionalitat mereixedora de la màxima atenció. | [ 2 ]       |
| X      | 2002 |             | Jorge Semprún                                                                       | Per la seva aportació i la seva actitud de comprensió i apropament cap a les comunitats amb una personalitat diferenciada, tot considerant la referència explícita a la Comunitat Autònoma de Catalunya, nacionalitat mereixedora de la màxima atenció. | [ 2 ]       |
| XI     | 2004 |             | Poble de Madrid, en homenatge a les víctimes dels atemptats de l'11 de març de 2004 | En homenatge a les víctimes dels atemptats de l'11 de març i als madrilenys i madrilenyes en el seu conjunt, per demostrar la seva enteresa i sentit de la solidaritat en uns moments molt difícils. | [ 2 ]       |
| XII    | 2005 |             | Carmen Thyssen-Bornemisza                                                           | Per la seva sensibilitat i compromís amb Catalunya i el seu legat artístic, en primer lloc des del Museu del Monestir de Pedralbes i, després, amb la cessió feta al Museu Nacional d'Art de Catalunya (MNAC). També per la important tasca de difusió de la pintura catalana a través d'exposicions més enllà de Catalunya. | [ 2 ] [ 3 ] |
| XIII   | 2006 |             | Antonio Garrigues Walker                                                            | Per la seva disponibilitat permanent en l'establiment i manteniment de lligams i relacions de tota classe entre Catalunya i Espanya. Així mateix, també es va reconèixer els seus esforços i la seva tenacitat en el suport a projectes i iniciatives desenvolupades des del Govern de Catalunya en interès comú. | [ 2 ]       |
| XIV    | 2007 |             | Javier Pérez Royo                                                                   | Per la seva rellevant activitat en el camp del Dret Constitucional i per la seva lectura oberta, evolutiva i adaptada a la realitat plural espanyola de la Constitució del 1978. | [ 2 ] [ 4 ] |
| XV     | 2008 |             | Esther Koplowitz                                                                    | Per la qualitat de la gestió empresarial i la rellevància de Fomento de Construcciones y Contratas S.A. (FCC) dins la història empresarial de Catalunya i d'Espanya en general. Així mateix, també fou distingida per la seva la trajectòria social, ja que a través de la Fundació Esther Koplowitz ha mostrat el seu compromís amb els més desfavorits de la societat a la vegada que ha col·laborat en la investigació mèdica i la lluita contra les malalties. | [ 2 ] [ 5 ] |
| XVI    | 2009 |             | Benita Ferrero-Waldner                                                              | Per la seva dilatada i brillant carrera professional, pel seu treball com a Comissària de Relacions Exteriors en la consolidació i desenvolupament de la Unió Europea i, molt especialment, per la seva contribució al procés de la Unió per la Mediterrània. | [ 2 ] [ 6 ] |
| XVII   | 2010 |             | Iñaki Gabilondo                                                                     | Per la seva trajectòria professional i el seu tarannà cívic, així com per la seva actitud respectuosa envers Catalunya i la seva visió ponderada i oberta de les relacions Catalunya-Espanya. | [ 2 ] [ 7 ] |
| XVIII  | 2011 | No concedit | No concedit                                                                         | No concedit | [ 2 ]       |
| XIX    | 2017 |             | Vicente del Bosque                                                                  | Per la seva personalitat sempre tendent a posicionaments públics favorables al diàleg i la concòrdia. | [ 2 ] [ 8 ] |
| XIX    | 2017 |             | Nueva Economía Fórum                                                                | Presidida per José Luís Rodríguez, per la seva disposició a donar veu a la pluralitat d'opinions i mirades sobre la realitat política espanyola i catalana. | [ 2 ] [ 8 ] |